# توني هيكس
توني هيكس (بالإنجليزية: Tony Hicks)‏ هو عازف قيثارة وموسيقي ومغني أمريكي وبريطاني، ولد في 16 ديسمبر 1945 في Nelson, Lancashire ‏ في المملكة المتحدة.

## وصلات خارجية
- الموقع الرسمي
- توني هيكس على موقع IMDb (الإنجليزية)
- توني هيكس على موقع الموسوعة البريطانية (الإنجليزية)
- توني هيكس على موقع ميوزك برينز (الإنجليزية)
- توني هيكس على موقع ديسكوغز (الإنجليزية)